# Смирнова, Екатерина Васильевна
Екатери́на Васи́льевна Смирно́ва (род. 22 октября 1956, Щербаков, Ярославская область) — советская легкоатлетка, специалистка по многоборьям. Выступала за сборную СССР по лёгкой атлетике во второй половине 1970-х — первой половине 1980-х годов, победительница Кубка Европы в личном и командном зачётах, двукратная чемпионка летних Универсиад, многократная чемпионка и призёрка первенств национального значения, участница чемпионата мира в Хельсинки и чемпионата Европы в Праге. Представляла спортивное общество «Труд» и город Рыбинск. Мастер спорта СССР международного класса.

## Биография
Екатерина Смирнова родилась 22 октября 1956 года в городе Рыбинске Ярославской области.
Начала заниматься лёгкой атлетикой в 1968 году, с 1971 года специализировалась на пятиборье. Проходила подготовку в местной специализированной детско-юношеской спортивной школе олимпийского резерва под руководством заслуженного тренера РСФСР Александра Романовича Елфимова. Состояла в добровольном спортивном обществе «Труд» (Рыбинск).
Впервые заявила о себе на взрослом международном уровне в сезоне 1975 года, когда вошла в состав советской национальной сборной и выступила на Кубке Европы по легкоатлетическим многоборьям в Быдгоще, где заняла девятое место в личном зачёте пятиборья и вместе со своими соотечественницами стала серебряной призёркой женского командного зачёта.
В 1977 году в пятиборье выиграла золотую медаль на зимнем чемпионате СССР в Минске, одержала победу на летнем чемпионате СССР в Риге, взяла бронзу на Универсиаде в Софии, победила в командном зачёте на Кубке Европы в Лилле.
На чемпионате СССР по многоборьям 1978 года в Донецке выиграла серебряную медаль в пятиборье, тогда как на последовавшем чемпионате Европы в Праге показала седьмой результат.
В 1979 году была лучшей на зимнем чемпионате СССР в Орджоникидзе, на чемпионате страны в рамках VII летней Спартакиады народов СССР в Москве, на Универсиаде в Мехико и на Кубке Европы в Дрездене.
В 1980 году с мировым рекордом (4690) победила на зимнем чемпионате СССР в Ленинграде, стала бронзовой призёркой на летнем чемпионате СССР в Москве.
В 1983 году в семиборье была третьей на VIII летней Спартакиаде народов СССР в Москве (также заняла второе место в рамках разыгрывавшегося здесь чемпионата СССР), одержала победу на Универсиаде в Эдмонтоне, показала шестой результат на чемпионате мира в Хельсинки, стала второй в личном и командном зачётах на Кубке Европы в Софии.
На чемпионате СССР 1985 года в Ленинграде получила бронзу в семиборье.
За выдающиеся спортивные результаты удостоена почётного звания «Мастер спорта СССР международного класса».
После завершения спортивной карьеры занималась преподавательской и тренерской деятельностью. Отличник народного просвещения РСФСР.